# Elusió fiscal
L'elusió fiscal és qualsevol acció, en principi per vies legals, que persegueix evitar o minimitzar el pagament d'impostos. Bàsicament l'elusió fiscal és una maniobra lícita i vàlida, l'objecte de la qual no és evadir imposts sinó rebaixar la quantia d'aquests.

## Elusió i evasió fiscal
En matèria fiscal hi ha dos termes que són utilitzats pels contribuents i les entitats administradores de contribucions per a descriure la decisió dels contribuents de minimitzar el pagament d'impostos: elusió fiscal i evasió fiscal. L'evasió fiscal és un acte il·lícit que porta aparellada una sèrie de conseqüències jurídiques, mentre que l'elusió fiscal no comporta, en principi, cap acte il·lícit tributari. L'evasió fiscal implica la transgressió de la legislació tributària vigent, mentre que l'elusió fiscal suposa que els contribuents usen les escletxes de la llei, actuant dins dels marges permesos per la normativa.
Hi ha dos conceptes jurídics vinculats amb el binomi evasió-elusió: arbitrarietat i discrecionalitat. L'arbitrarietat suposa una conducta contrària a la llei i al dret, per exemple, absència de raons objectives que justifiquin una operació o registre comptable (la falta d'una nota als Comptes Financers explicant el canvi de criteri per justificar un registre comptable seria un exemple d'arbitrarietat en aquesta matèria). En canvi, la discrecionalitat implica la possibilitat d'optar entre diverses opcions, totes lícites, és a dir, admeses per l'ordenament jurídic.

## Formes de perseguir l'elusió fiscal
Atès que l'elusió fiscal no és estrictament il·legal resulta complicat per a les autoritats fiscals incoar càrrecs per aquest acte, no obstant això existeixen bàsicament dues formes de perseguir l'elusió fiscal.

### Interpretació per via administrativa
En casos d'aplicació dubtosa de la llei tributària, els serveis encarregats de la recaptació de l'impost poden emetre els seus decrets i reglaments de caràcter administratiu, que per via d'interpretació incloguin o excloguin deliberadament certes situacions, i així d'aquesta manera tapar les escletxes deixades per la llei.

### Modificacions legals
És el mateix legislador el que pren a càrrec seu evitar que es produeixin aquestes situacions, establint noves lleis que tendeixin a corregir aquestes situacions. Això genera una mena de guerra de guerrilles entre el legislador que intenta ampliar les situacions en què es cobri impost, i els advocats i comptables que miren de disminuir-les. Això confereixen a la legislació tributària una enorme complexitat amb el caràcter tècnic i detallista que li és característic.